# Allophylus domingensis
Allophylus domingensis är en kinesträdsväxtart som beskrevs av Brother Alain. Allophylus domingensis ingår i släktet Allophylus och familjen kinesträdsväxter. Inga underarter finns listade i Catalogue of Life.